# Gołaszyn, voivodia de Lubusz
Gołaszyn [ɡɔˈwaʂɨn] ( em alemão:  Lindau    ) é uma vila no distrito administrativo de Gmina Nowe Miasteczko, no condado de Nowa Sól, voivodia de Lubusz, no oeste da Polônia.  Encontra-se a aproximadamente 2 quilômetros (1 mi)   ao norte de Nowe Miasteczko, 12 quilômetros (7 mi)
ao sul de Nowa Sól, e 31 quilômetros (19 mi) sudeste de Zielona Góra . A aldeia tem uma população de 112.